# Ein Mädel vom Zirkus
Ein Mädel vom Zirkus ist eine US-amerikanische Stummfilmkomödie aus dem Jahr 1927 von E. J. Babille und Scott Sidney mit Harrison Ford und Phyllis Haver in den Hauptrollen. Das Drehbuch basiert auf der Kurzgeschichte Speed But No Control von Frank Condon. den Verleih übernahm die Producers Distributing Corporation.

## Handlung
Nancy Flood, deren Vater Noah einen kleinen Zirkus mit einer Manege betreibt, beschließt, einen Job in der Wirtschaft anzunehmen, um zusätzliches Geld zu verdienen. John Douglas, ein müder Geschäftsmann, der von seiner Familie ignoriert wird, bricht auf Geschäftsreise auf und überlässt John Jr. die Leitung des Büros. Der junge Douglas beginnt einen Flirt mit Nancy, die sich bei einem Immobilienbüro bewirbt, das in Wirklichkeit ein von Kid Dugan betriebenes Billardzimmer ist. John rettet sie vor Dugans Avancen und gibt ihr einen Job.
Als John Douglas zurückkommt, entlässt er Nancy wegen Inkompetenz. John Jr. nimmt Noah Floods Angebot an, den Zirkus zu leiten. Da sie dringend Geld brauchen, melden sie ein tanzendes Pferd bei einem Rennen an. Da John weiß, dass das Tier vor allem vor dem Zirkuslöwen Angst hat, gelingt es ihm, das Pferd durch das Brüllen eines Löwen auf die Zielgerade zu treiben. Der Zirkus ist damit gerettet und John Jr. ist mit Nancy vereint.

## Hintergrund
Im Dezember 1926 wurde berichtet, dass der Film in den Metropolitan-Studios in Hollywood gedreht wurde. Eine besonders schwierige Bankettszene beinhaltete menschliche Gäste, einen Löwen, ein Känguru, ein Pferd, eine Katze und einen Hund.
Da keine Kopien der sieben Filmrollen existieren, gilt der Film als verschollen.

## Veröffentlichung
Die Premiere des Films fand am 7. April 1927 statt. 1928 kam er Deutschen Reich in die Kinos, 1929 in Österreich unter dem Titel Der Radiogaul.